# Sheffield
Sheffield (výslovnost  [ˈʃefiːld]IPA) je město a metropolitní distrikt v South Yorkshire na severu Anglie. Jeho název je odvozen od jména řeky Sheaf, na jejíchž březích se rozkládá. Počet obyvatel města byl v roce 2004 516 000, Sheffield je tak jedním z osmi největších anglických měst mimo Londýn.[zdroj?]
Město je známé produkcí kvalitní ušlechtilé oceli a někdejší významné těžbě uhlí (přezdívá se mu Steel City, „Město oceli“). K velkému nárůstu počtu obyvatel došlo na začátku průmyslové revoluce. Sheffield obdržel status města roku 1893 a od té doby je jeho oficiální název City of Sheffield. Mezinárodní konkurence způsobila v 70. a 80. letech 20. století pokles průmyslové výroby, který měl významný vliv na životní úroveň obyvatel města. V poslední době se město zotavuje a stává se z něho sportovní a technologické centrum. Hovorově se mu přezdívá „největší anglická vesnice“(Largest Village of England). Jeho mottem je Deo Adjuvante Labor Proficit („S Boží pomocí se naše práce daří“).

## Historie

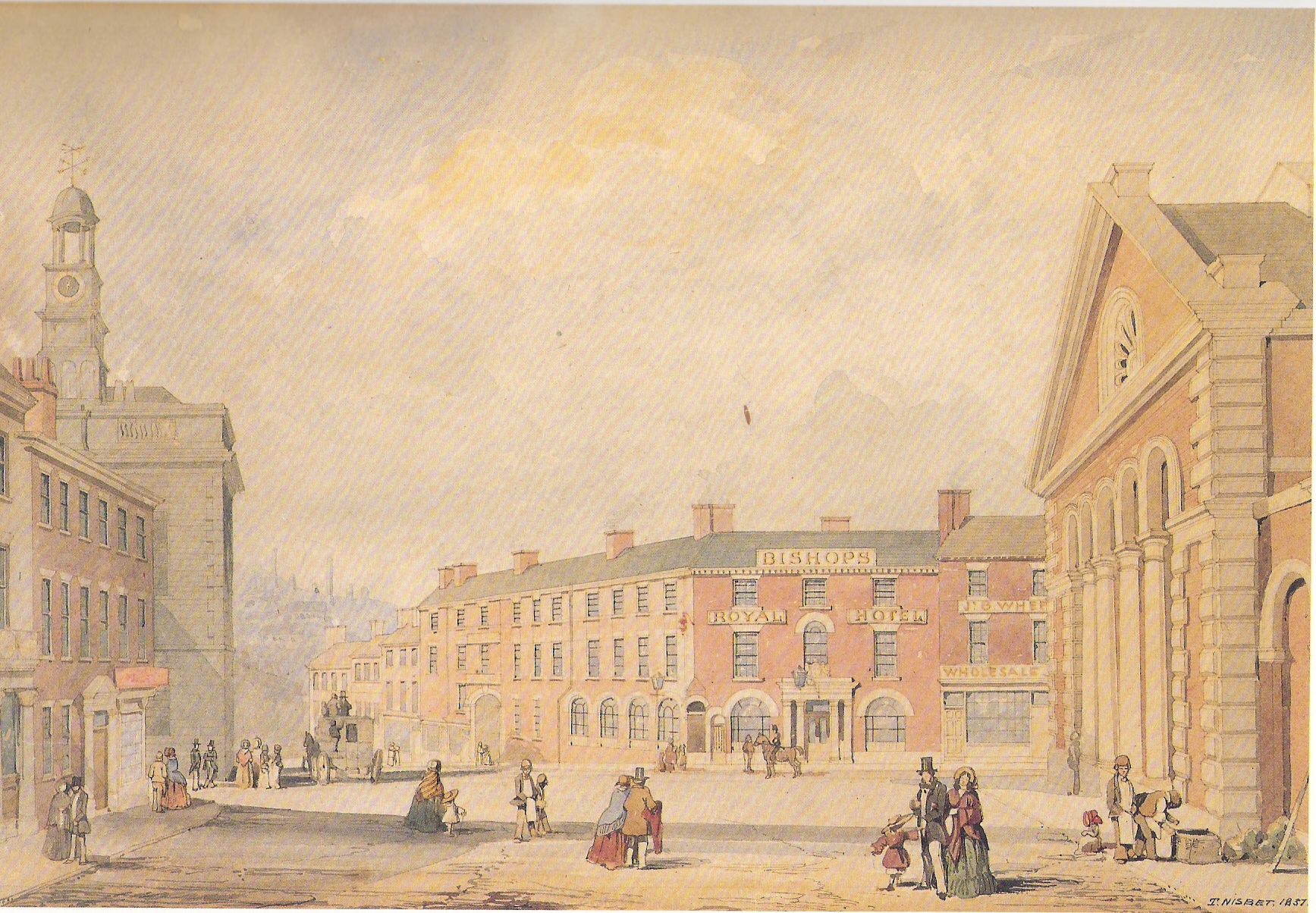
Sheffield, 1857

Území Sheffieldu bylo osídleno již v období po poslední době ledové, ale významnější počet obyvatel se zde objevil až ve 2. polovině 1. tisíciletí a byli to Anglosasové a Dánové. V době anglosaské vlády se Sheffield nacházel na hranici mezi královstvím Mercie a Northumbrie. Anglosaská kronika uvádí, že král Northumbrie Eanred se podrobil králi Wessexu Ecgberhtovi v osadě Dore (ta se nachází na předměstí současného Sheffieldu) v roce 829. Tato událost učinila Ecgberhta prvním saským králem celé Anglie. Po ovládnutí Anglie Normany byl vybudován Sheffieldský hrad, který kontroloval okolní osady a dal vzniknout malému městu v jeho okolí.
Roku 1296 byl na Castle Square ustanoven trh a Sheffield brzy vyrostl na malé tržní město. Ve 14. století byl Sheffield znám výrobou nožů (viz zmínka v Canterburských povídkách Geoffrey Chaucera). V 16. století se stal centrem nožířské produkce na níž dohlížela Company of Cutlers in Hallamshire. V letech 1570 až 1584 byla na Sheffieldském hradu a panství vězněna skotská královna Marie.
Ve 40. letech 18. století byl objeven proces výroby tyglíkové oceli, který umožnil vyrábět v manufakturách kvalitnější ocel. Zhruba v té samé době byla vyvinuta technika plátkování mědi tenkým plátkem stříbra. Tyto inovace vedly k tomu, že se Sheffield stal důležitým průmyslovým městem. Ale ztráta některých zahraničních trhů na konci 18. a na počátku 19. století vedly k recesi. Výsledkem byl nárůst chudoby, který kulminoval v epidemii cholery, která usmrtila v roce 1832 402 obyvatel města.
Průmyslová revoluce přinesla v 19. století Sheffieldu oživení. Výsledkem zvyšování počtu obyvatel Sheffieldu bylo roku 1842 jeho ustanovení distriktem a roku 1893 obdržel status města. Zvyšování počtu obyvatel si vyžádalo vybudování nových vodních nádrží v okolí města pro pokrytí větší spotřeby pitné vody. Protržení jedné z hrází těchto nádrží způsobilo roku 1864 velké záplavy, v jejichž důsledku zahynulo 270 lidí a byla poškozena velká část města. Nárůst počtu obyvatel se projevil také vznikem mnoha slumů na okraji města.
Recesi z 30. let 20. století zastavilo až narůstající napětí před druhou světovou válkou. Ocelářské společnosti se zaměřily na výrobu zbraní a munice. V době války se tak město stalo terčem nepřátelských náletů. Největšími byly útoky z 12. a 15. prosince 1940 (označované jako Sheffield Blitz). Zemřelo při nich asi 660 lidí a bylo zničeno mnoho budov.
Po válce v 50. a 60. letech byly mnohé slumy zbořeny a místo nich byly postaveny obytné domy. I centrum města bylo vyčištěno aby mohl být vytvořen nový silniční systém. Nárůst automatizace a konkurence způsobil uzavření mnoha oceláren. Nejvíce se tato situace projevila v 80. letech 20. století. Výrazným impulsem pro obnovu města byly Světové studentské hry v roce 1991. Byla postavena některá sportovní zařízení jako například Sheffield Arena, Don Valley Stadium (v roce 2013 byla provedena demolice), komplex Ponds Forge. Nové projekty z nedávné doby mění tvář města – obnova Peace Gardens roku 1998, otevření Millennium Galleries v dubnu 2001, a Winter Gardens 22. května 2003 a Millennium Square v květnu 2006.

## Geografie

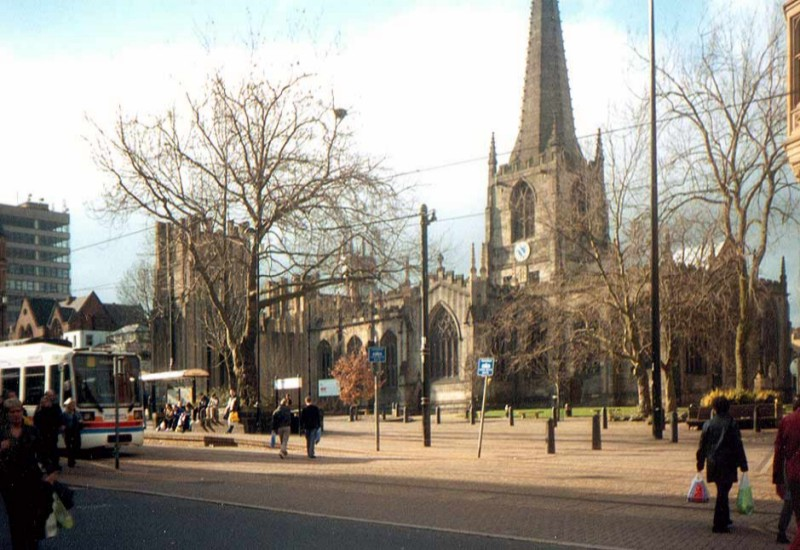
Sheffieldská katedrála

Sheffield se nachází bezprostředně u Rotherhamu, od kterého je oddělen dálnicí M1. Na severní hranici se stýká s metropolitním distriktem Barnsley. Na jih a východ zasahuje město až k Derbyshire, když na počátku 20. století pohltil mnoho okolních vesnic. Na západ od Sheffieldu se nachází Peak District, což je nejstarší národní park v Anglii, a Penninský hřeben.
Sheffield se nachází v jednom z nejrůznorodějších geografických prostorů. Rozkládá se v přírodním amfiteátru vytvořeném sedmi horami a soutokem pěti řek – Donu, Sheafu, Rivelinu, Loxley a Porteru. Velká část městské zástavby se tak rozkládá na úbočí okolních kopců. Nejnižší bod města je jen 10 m nad mořem, zatímco nejvyšší místa se nachází více než 500 m nad mořem. Nicméně asi 89% budov je postaveno v úrovni mezi 100 a 200 metry nad mořem.
Ve městě a jeho blízkém okolí se nachází více než 2 milióny stromů, takže Sheffield má největší počet stromů na jednoho obyvatele v rámci Evropy. Nachází se zde více než 170 zalesněných ploch (pokrývají 28,27 km²), 78 veřejných parků (o rozloze asi 18,30 km²) a 10 veřejně přístupných zahrad. Spolu s 134,66 km² národního parku a 10,87 km² vodních ploch tvoří 61% rozlohy města zeleň.
Sheffield se také může pochlubit různorodostí lokalit – obydlené oblasti, parky, lesy, zemědělská půda, vřesoviště, louky a údolí řek. Velké části města jsou vyhlášeny za oblasti ochrany pro vědecké pozorování.
Současné hranice města byly ustanoveny roku 1974, kdy se původní Sheffield sloučil se Stocksbridge a dvěma dalšími osadami z Wortley Rural District. Zhruba třetina Sheffieldu se nachází v Peak District National Parku (žádné jiné anglické město nemá ve svém obvodu národní park) a Sheffield je oficiálně městem s největším podílem zeleně v Evropě. Tomuto faktu napomáhá i to, že v rámci města se nachází 150 zalesněných ploch a 50 veřejných parků.

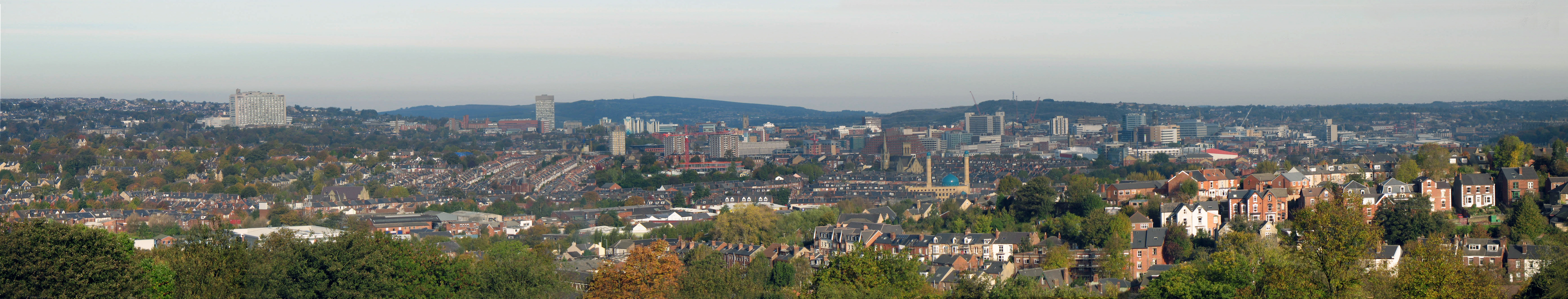
Pohled na Sheffield

## Obyvatelstvo
Podle údajů ze sčítání obyvatelstva z roku 2011 je etnická skladba obyvatel následující:
- 84% – běloši (81% bílí Britové, 0.5% bílí Irové, 0.1% Romové nebo Irští kočovníci, 2.3% ostatní běloši)
- 8% – Asiaté (4% Pákistánci, 1.1% Indové, 0.6% Bengálci, 1.3% Číňané, 1.0% ostatní Asiaté)
- 3.6% – černoši
- 2.4% – míšenci
- 1.5% – Arabové a 0.7% jiného etnického původu

Náboženství:
- 53% – křesťanství
- 6% – islám
- 0,6% – hinduismus
- 0,4% – buddhismus
- 0,2% – sikhismus
- 0,1% – judaismus
- 0.4% – ostatní náboženství
- 31% – bez vyznání
- 7% – neuvedlo

Nejpočetnější skupinou obyvatel jsou lidé ve věku mezi 20 až 24 lety, což je dáno velkým počtem univerzitních studentů.
Populace Sheffieldu dosáhla vrcholu v roce 1951 počtem 577 050 a od té doby klesala. Od roku 2000 počet obyvatel zase přibývá.

## Ekonomika

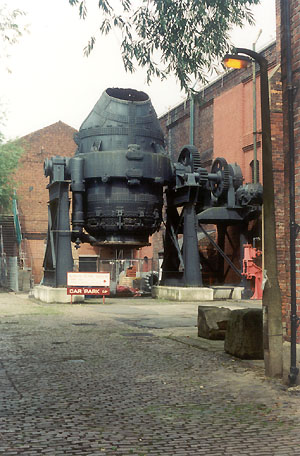
Bessemerův konvertor v Kelham Island Museum, symbol technického dědictví v Sheffieldu.

Po mnoha letech poklesu se objevují náznaky zlepšování ekonomické situace Sheffieldu. Podle průzkumu Barclays Bank z roku 2004 byl Sheffieldský obvod Hallam nejrychleji bohatnoucím obvodem mimo Londýna a počet obyvatel s příjmem nad 60 000 liber za rok dosáhl více než 12%. V roce 2005 bylo v Sheffieldu investováno asi 250 milionů liber.
Sheffield je mezinárodně uznávaný pro svou metalurgii a výrobu oceli. Město je místem vzniku mnoha inovací. Benjamin Huntsman vyvinul roku 1740 tyglíkovou technologii výroby oceli. Tato technologie byla překonána roku 1856 Henry Bessemerem vyvinutím Bessemerova konvertoru. Thomas Boulsover objevil na počátku 18. století Sheffield plate – stříbrem plátkovanou měď. Roku 1912 vyvinul Harry Brearley ušlechtilou ocel a výzkumy F. B. Pickeringa a T. Gladmana v 60. až 80. letech daly vzniknout vysokopevné oceli.
Mimo výroby oceli byl dalším důležitým oborem těžba uhlí, především v okolí města. Například Buckinghamský palác byl postaven z vápence vytěženého v lomu v Anstonu nedaleko Sheffieldu. Dalšími velkými zaměstnavateli jsou call centra, městský úřad, univerzity a nemocnice. Sheffield v současné době produkuje více oceli než kdy dříve v historii. Nicméně vliv oceláren na zaměstnanost je menší protože výroba je více automatizovaná a potřeba zaměstnanců je nižší než v minulosti.
Sheffield je také významným obchodním centrem i když se nedá porovnat s jinými velkými městy. Hlavní nákupní centra města se nachází v obvodu Moor, Fargate, Orchard Square a Devonshire Quarter. Ve městě mají své obchodní domy významné společnosti například John Lewis, Marks & Spencer, Atkinsons, Castle House Co-op a Debenhams. Hlavním tržištěm Sheffieldu je Castle Market vybudovaný nad pozůstatky hradu. Nákupní střediska mimo Sheffield zahrnují například centra Meadowhall, Ecclesall Road, London Road, Hillsborough a Crystal Peaks.

## Správa
Sheffield je spravován městskou radou – Sheffield City Council. Rada má 84 členů. Město má rovněž historický úřad starosty (Lord Mayor). Funkce lorda starosty, v minulosti s velkým vlivem na chod města a správu jeho financí, je nyní zaměřena spíše na ceremoniální procedury.
Většina zařízení patřících městu je řízena nezávislou dobročinnou organizací Sheffield International Venues. Ta spravuje mimo jiné Sheffield Arenu a Don Valley Stadium. Sheffield Galleries and Museums Trust a Sheffield Industrial Museums Trust se stará o provoz galerií a muzeí vlastněných městem, včetně Millennium Galleries, Lyceum Theatre a Crucible Theatre.
V účetním roce 2004/2005 byl rozpočet městské rady ve výši 1 229 milionů liber rozdělen takto:
- vzdělání – 33 %
- bytová výstavba – 25 %
- sociální služby – 17 %
- jiné služby – 11 %
- doprava – 6 %
- volný čas a turistika – 5 %
- čištění komunikací a odvoz odpadu – 2 %
- zdravotnictví – 2 %

Sheffield je zastoupen v parlamentu šesti poslanci i když tento počet se sníží v příštích volbách na pět, protože jeden volební obvod je sdílen s Barnsley.

## Doprava

### Silniční síť
Sheffield je spojen s dálniční síti prostřednictvím dálnic M1 a M18. M1 obchází severovýchod města a spojuje ho na jihu s Londýnem a na severu s Leedsem. M18 ústí z M1 nedaleko Sheffieldu a spojuje ho s Doncasterem, letištěm Doncaster Sheffield a přístavem v Humber. Sheffieldský okruh propojuje centrum města s dálnicí. Silnice A57 a A61 jsou hlavními magistrálami procházejícími městem. Vnitřní okruh, vybudovaný v 70. letech 20. století, je v současnosti rozšiřován tak aby vytvářel úplný kruh a odvedl část dopravy z centra města.

### Železniční doprava

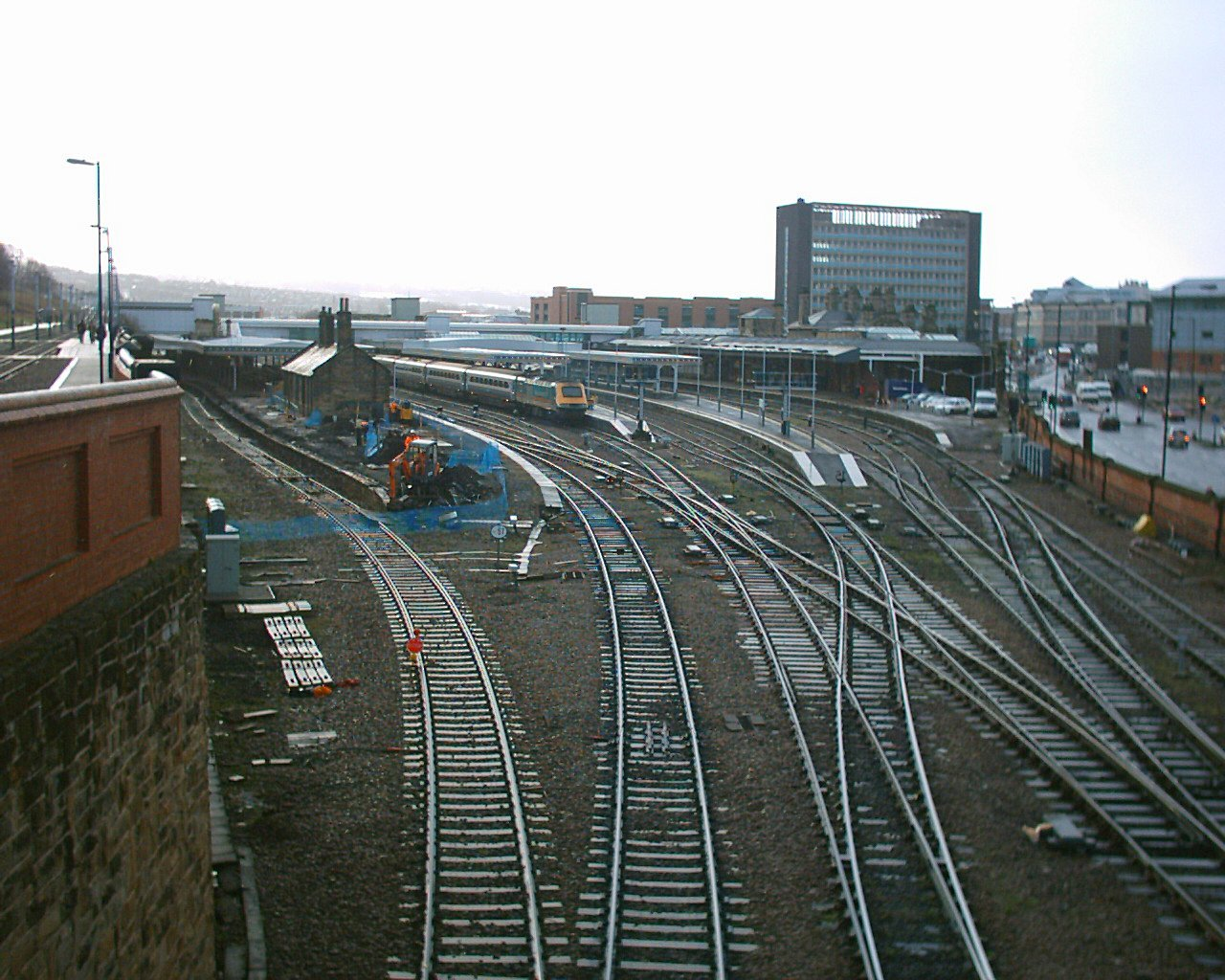
Sheffield Midland Station

Hlavní železniční trať vedoucí na jih do East Midlands a Londýna poskytuje mimo jiné i spojení do Nottinghamu, Derby, Leicesteru a Bedfordu (nejrychlejší vlakový spoj do Londýna trvá cca 2 hodiny). Sheffieldem vede také trať ve směru severovýchod – jihozápad, která propojuje východ Skotska a severovýchod Anglie se South Yorkshire, West Yorkshire, West Midlands a jihozápadem Anglie. Tato linka tak nabízí přímé spoje do Aberdeenu, Edinburghu, Newcastle, Darlingtonu, Yorku, Leedsu, Birminghamu, Bristolu, Tauntonu a Exeteru. Sheffield leží i na lince mezi Liverpoolem a Manchesterem a Hullem a Východní Anglií a nabízí tak spojení s Liverpoolem, Manchesterm, Hullem, Lincolnem, Ely a Norwichem. Hlavní železniční stanicí pro všechny tyto spoje je Sheffield Midland Station na jihovýchodě centra města. Stanice Meadowhall Interchange je využívána vlaky směřujícími na severovýchod s výjimkou expresů. Vlakové spoje jsou zajišťovány společnostmi Midland Mainline, Virgin Trains, Central Trains, TransPennine Express a Northern Rail.
Kopcovitý charakter města neumožňuje přílišný rozvoj místních železničních tratí a tak pouze na východ od Sheffieldu vede několik tratí, po kterých se dopravují zaměstnanci z celého South Yorkshire stejně jako z části West Yorkshire, Nottinghamshire, Lincolnshire a Derbyshire. Mezi tyto místní linky patří Penistone Line, Dearne Valley Line, Hope Valley Line a Hallam Line, které staví i na příměstských železničních stanicích Chapeltown, Darnall, Woodhouse a Dore.
Systém lehké kolejové dopravy Sheffield Supertram byl zprovozněn roku 1994. Skládá se ze tří linek, které vedou z centra města do Hillsborough, Halfway a Meadowhall.

### Autobusová doprava
Sheffield je důležitou křižovatkou na trasách dálkových autobusů a nabízí přímé spojení s tak vzdálenými městy jako jsou Plymouth a Edinburgh.
Hlavním stanovištěm pro autobusy městské hromadné dopravy je stanoviště na Pond Street. Další důležité stanice se nacházejí u Meadowhall a Hillsborough. Po deregulaci autobusové dopravy v roce 1986 byly založeny mnohé autobusové společnosti například Sheffield & District, Yorkshire Terrier, Sheaf Line, Andrew's, Sheffield Omnibus a Northern Bus.

### Letecká doprava
Nejbližším letištěm v dosahu Sheffieldu je letiště Doncaster Sheffield, ve vzdálenosti cca 30 km od města. Bylo otevřeno 28. dubna 2005 a je využíváno především nízkonákladovými leteckými společnostmi. Ročně odbaví asi jeden milion cestujících. Letiště Sheffield City bylo otevřeno již roku 1997 ale z důvodu nedostatku radarů a krátké přistávací dráhy nebylo schopno využít konjunkturu nízkonákladových společností. Letiště Manchester, letiště Leeds Bradford International a letiště East Midlands se nacházejí asi hodinu cesty autem od Sheffieldu. Manchesterské letiště je spojeno s Sheffieldem pravidelnou železniční linkou se spoji s hodinovou frekvencí.

### Cyklistika
Ačkoli je Sheffield kopcovitý je kompaktní a má jen málo hlavních dopravních tepen. Nachází se na Transpeninské stezce, která je součástí Národní sítě cyklistických stezek. Vede ze Southportu na severozápadě do Hornsea. Peak District National Park, který je velmi populární mezi cyklisty, se nachází tak blízko u Sheffieldu, že jeho část leží uvnitř hranic města a je lehce dosažitelný z centra města.

## Kultura
Asi 7% pracujících Sheffieldu je zaměstnáno v tvůrčí oblasti, což je o dost více než je národní průměr 4%. Open Up Sheffield je každoroční událost probíhající první dva týdny v květnu, kdy místní výtvarní umělci a řemeslníci zpřístupňují své dílny a ateliéry pro veřejnost.

### Divadlo, muzea a galérie
V Sheffieldu se nacházejí dvě velká divadla – Lyceum Theatre a Crucible Theatre, které spolu s Studio Theatre tvoří největší divadelní komplex mimo Londýn.
Galerie umění zvaná Millennium Galleries v moderní budově je uměleckoprůmyslovým muzeem, které má jednak stálou expozici tradičních řemeslných výrobků města Sheffield (ocelových nožů, příborů, a dále nádobí ze stříbra či mědi postříbřené buď technikou plátování nebo elektrolytickým postupem galvanoplastiky). postříbřené mědi, a dále krátkodobé výstavy umění a designu posledních 100 let. Další Site Gallery se specializuje na multimédia.
V Sheffieldu je otevřeno také pět muzeí – Sheffieldské městské muzeum, Kelham Island Museum, Shefieldské požární a policejní muzeum, Abbeydale Industrial Hamlet a Shepherd Wheel.

### Hudba

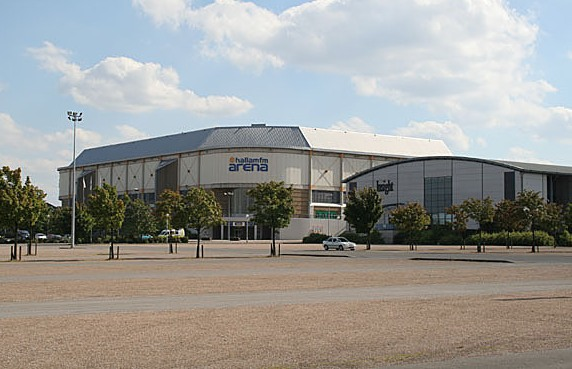
Sheffield Arena

Sheffield byl domovem pro mnoho známých hudebních skupin, především zaměřených na syntetický a elektronický pop. Mezi nejznámější patří Human League, Heaven 17, Thompson Twins a Wavestar. Sheffield byl také místem startu takových kapel a hudebníků jako byli Pulp, Def Leppard, Joe Cocker, Bring Me the Horizon a Longpigs. Ve městě jsou rovněž významně zastoupeny hudební směry Hip Hop a R'n'B reprezentované například NoXcuse a Hoodz Underground . Pochází odtud také známá kapela Arctic Monkeys.
Vztah Sheffieldu k moderní hudbě byl posílen poté co zde bylo roku 1999 Národním centrem pro populární hudbu otevřeno muzeum věnované tomuto oboru. Nebylo tak úspěšné jak se předpokládalo a později bylo používáno jako hudební sál pro pořádání různých akcí a od února 2005 je využíváno Sheffield Hallam University.
Pro pořádání hudební produkce jsou v Sheffieldu využívány sály v Leadmill, Corporation, Broadwalk, radnici, University of Sheffield a Studio Theatre v Crucible Theatre. V Sheffieldu působí mnohé místní orchestry včetně Hallam Sinfonia, Sheffieldského symfonického orchestru, Sheffieldského komorního orchestru a Sheffieldského filharmonického orchestru.

### Tisk, rozhlas a film
V Sheffieldu je vydáván deník Sheffield Star, který je doplněn týdeníkem Sheffield Telegraph. Ze Sheffieldu vysílá rozhlasová stanice BBC – Radio Sheffield a soukromé stanice Hallam FM a Magic AM.
Sheffield International Documentary Festival, festival dokumentárních filmů považovaný za jeden z nejvýznamnějších britských festivalů, je pravidelně ročně pořádán od roku 1994 v Showroom Cinema.

## Vzdělání

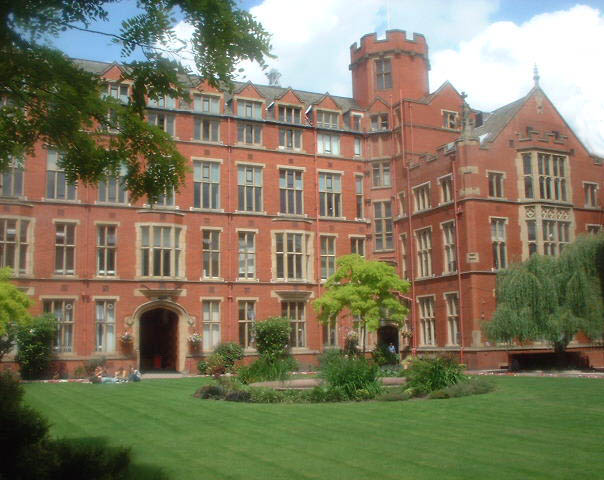
University of Sheffield

V Sheffieldu sídlí dvě vysoké školy – University of Sheffield a Sheffield Hallam University. Dohromady je navštěvuje asi 45 000 studentů, včetně mnoha z dálného východu. V důsledku velkého množství studentů zde existuje mnoho barů, kaváren, klubů, obchodů a studentských ubytoven.
V Sheffieldu existují pouze dvě fakulty – Longley Park Sixth Form College, otevřená roku 2004 a Sheffield College, vytvořená z šesti škol ve městě, soustředěné do tří center – Castle College v centru města, Hillsborough College a Norton College. Dále zde existuje 141 základních škol a 23 středních škol, z nichž sedm je šestiletých. Nejznámějšími jsou High Storrs School, Silverdale School, Tapton School a King Edward VII School. V Sheffieldu je také sedm soukromých škol.

## Sport

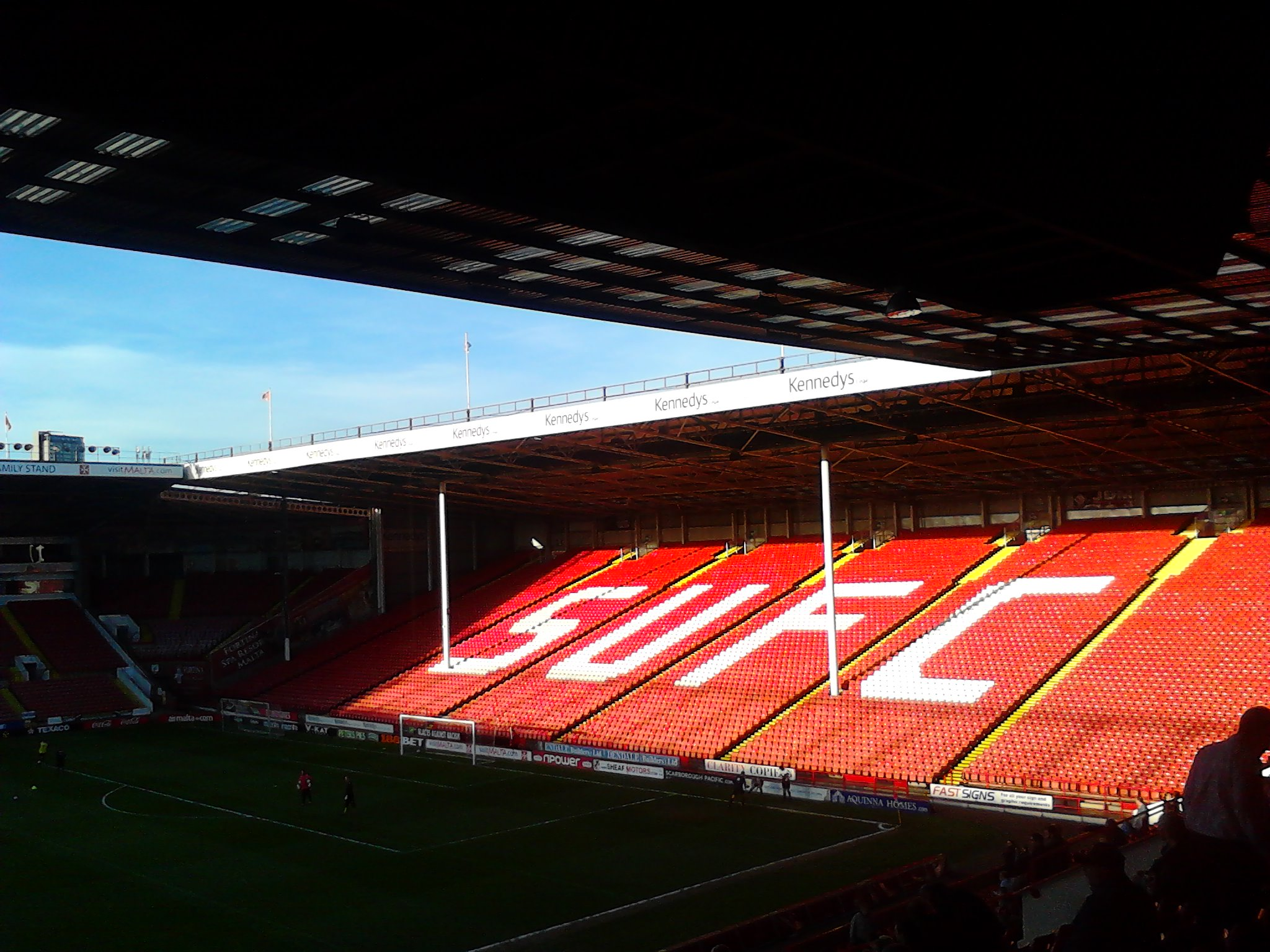
Bramall Lane, domov klubu Sheffield United, je poblíž centra města

Sheffield má dlouhou sportovní historii. Roku 1857 skupina hráčů kriketu založila první oficiální fotbalový klub na světě – Sheffield FC a do roku 1860 ve městě existovalo 15 fotbalových klubů. V současnosti zde působí dva ligové kluby Sheffield United a Sheffield Wednesday a dva velké neligové kluby – Sheffield FC a Hallam FC, který hraje na nejstarším fotbalovém hřišti na světě poblíž Crosspol.
V Sheffieldu jsou zastoupeny i jiné sporty – squash, jehož turnaje jsou zde každoročně pořádány, ragby a klub Sheffield Eagles, basketbalový klub Sheffield Sharks a dokonce i lední hokej klub Sheffield Steelers a populární Sheffield Tigers speedway (plochá dráha).
  Bývalý atlet a světový rekordman Sebastian Coe vyrůstal v Sheffieldu a zahájil zde svou úspěšnou atletickou kariéru jako člen Hallamshire Harriers.
Mnoho ze sportovních zařízení v Sheffieldu bylo vybudováno pro Univerziádu, která zde byla pořádána roku 1991. Jedná se například o Don Valley International Athletics Stadium, Sheffield Arena a Ponds Forge. Ve městě také existují sportoviště pro golf, horolezectví, bowling a krasobruslení (IceSheffield aréna otevřená roku 2003). Sheffieldská lyžařská vesnice je největším umělým lyžařským areálem v Evropě. Ve městě jsou také dva areály s lezeckými stěnami. V současné době je Sheffield i sídlem Anglického institutu pro sport.

## Turistické atrakce

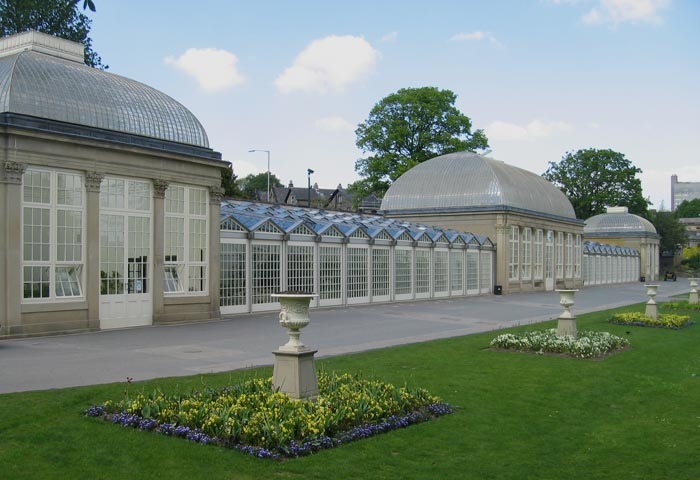
Sheffieldské botanické zahrady

V Sheffieldu se nachází mnoho turistických atrakcí jako jsou například Sheffieldské zimní zahrady a Peace Gardens. Sheffieldské botanické zahrady v současné době procházejí výraznou rekonstrukcí, která si vyžádá náklady asi 6,7 milionů liber. Ve městě také existuje městská farma Heeley City Farm a chov zvířat v Graves Parku, který je přístupný veřejnosti.
Architektura města zahrnuje asi 1 000 chráněných staveb z nichž ale pouze malá část je pozoruhodných. Ve městě se nachází několik parků, například Millhouses Park, Endcliffe Park a Graves Park.

## Známí rodáci
- Sean Bean (* 1959), herec
- Steve Clark (1960–1991), hudební skladatel, kytarista a člen rockové skupiny Def Leppard
- Rick Savage (* 1960), baskytarista a zakládající člen rockové kapely Def Leppard
- Oliver Sykes  (* 1986)  frontman kapely Bring me the Horizon
- Jessica Ennisová-Hillová (* 1986), atletka, olympijská vítězka v sedmiboji z LOH 2012
- Elizabeth Henstridge (* 1987), herečka
- Harry Maguire (* 1993), profesionální fotbalista